# Crotalaria ventusa
Crotalaria ventusa là một loài thực vật có hoa trong họ Đậu. Loài này được A.A.Ansari miêu tả khoa học đầu tiên.